# Namo di Baviera

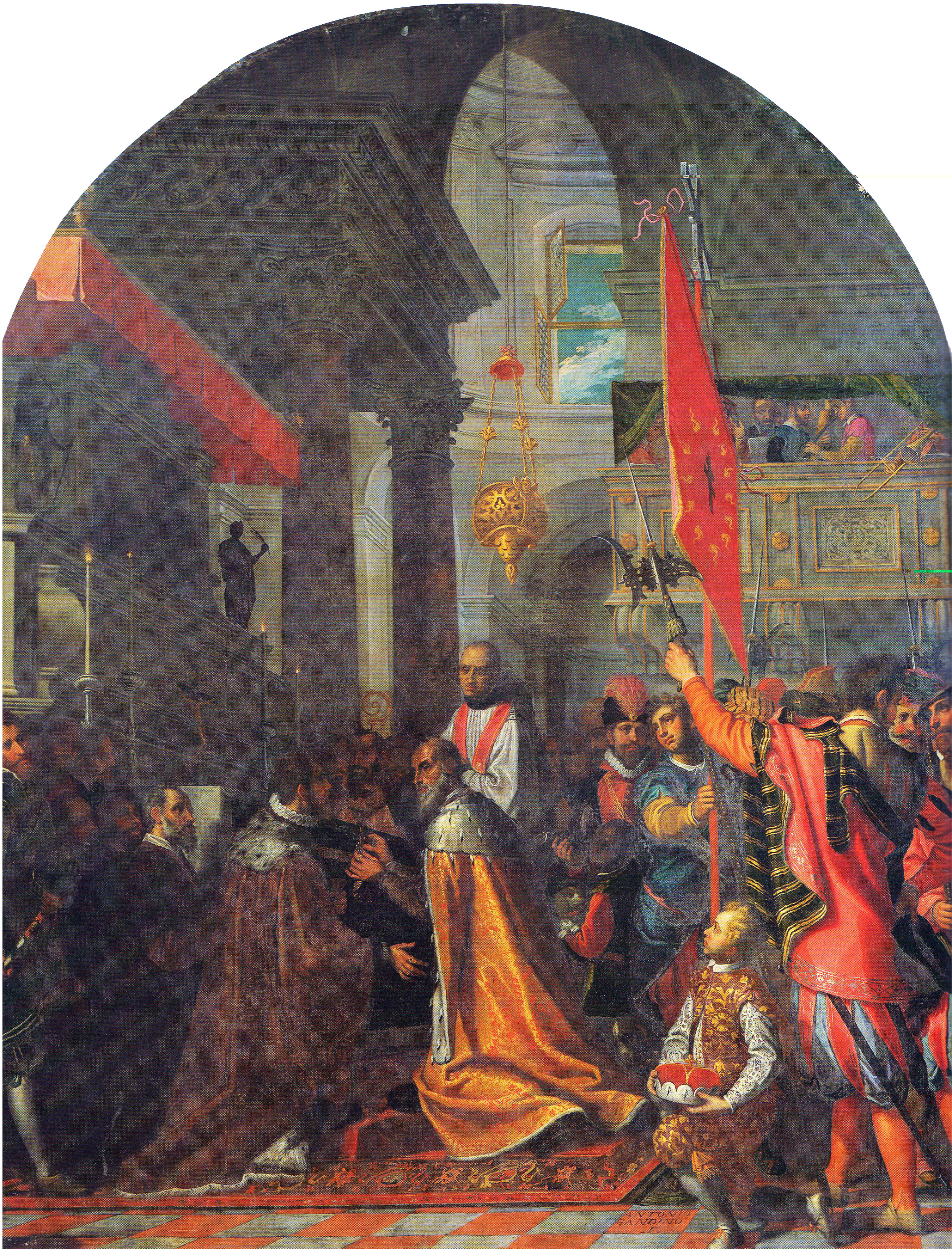
Antonio Gandino, Donazione di Namo di Baviera, 1605 circa. Il dipinto riproduce l'episodio ritenuto, secondo la leggenda, all'origine del tesoro delle Sante Croci di Brescia: la donazione della Reliquia Insigne da parte di Namo di Baviera.

Namo di Baviera è un personaggio medievale ritenuto immaginario, o del quale almeno non è mai stata rintracciata alcuna fonte documentaria in grado di dimostrarne l'esistenza. Lo si trova nominato in alcuni poemi del ciclo carolingio, ma la sua figura è principalmente legata al ruolo che ebbe, secondo leggenda, all'origine del tesoro delle Sante Croci del Duomo vecchio di Brescia.

## Namo personaggio storico: la leggenda della Reliquia Insigne
La leggenda bresciana di Namo di Baviera, così come tramandataci dallo storico Jacopo Malvezzi nella prima metà del Quattrocento, vuole tale personaggio legato da uno stretto rapporto collaborativo con Carlo Magno, dal quale era stato nominato Duca di Nemours e in seguito Duca di Baviera. Alla morte dell'imperatore, Namo, presente al suo capezzale, riceve dalle sue mani una crocetta lignea composta da frammenti della Vera Croce di Gesù, il quale l'aveva a sua volta ricevuta in dono da Costantino IV. In seguito a questi eventi, all'inizio del IX secolo, Namo diventa governatore di Brescia. In questo periodo ha luogo l'importante traslazione delle reliquie dei santi Faustino e Giovita dalla chiesa di San Faustino ad Sanguinem alla chiesa dei Santi Faustino e Giovita: i resti dei due patroni, durante una sosta della processione accanto a Porta Bruciata, trasudato miracolosamente sangue. Namo, trovatosi casualmente nel corteo, assistendo al miracolo si converte immediatamente e pubblicamente al cattolicesimo, donando subito dopo la Reliquia Insigne, la Croce del Campo e l'Orifiamma all'abate del monastero dei Santi Faustino e Giovita ed entrando lui stesso come monaco nel cenobio.
Non esiste documentazione in grado di supportare tale leggenda e nemmeno è possibile confermare o smentire l'effettiva esistenza di Namo di Baviera. L'unico fatto documentato dell'intera leggenda è la traslazione dei corpi dei due santi, che effettivamente avvenne il 9 maggio 806. Può dirsi però documentato, ma con margine di dubbio, anche il miracolo avvenuto durante la processione, poiché sul luogo dove i due corpi trasudarono sangue fu fondata proprio nel IX secolo la chiesa di San Faustino in Riposo, che ha conservato l'antico appellativo in riferimento al "riposo", cioè alla sosta che il corteo compì durante il miracolo.
Il racconto, supportato e ritenuto vero per secoli, è ormai da ritenersi privo di fondamento ed è assumibile come leggenda già probabilmente fissata nel Duecento, in seguito radicata da una grande fortuna letteraria. Di conseguenza, la figura di Namo, che a questo e solo a questo evento pseudo storico è legata, verrebbe a sua volta trascinata nella fantasia della religiosità medievale.

## Namo personaggio letterario: il ciclo carolingio
L'origine della leggenda bresciana e, probabilmente, anche della stessa figura di Namo di Baviera, è da ricercare nel ciclo carolingio, dove il personaggio si trova citato sporadicamente: nell'Orlando Furioso di Ludovico Ariosto è proprio presente, forse non casualmente, come accorto consigliere di Carlo Magno e fidato collaboratore. Ha quattro figli maschi, che nel poema ariostesco sono sempre nominati insieme: Avino, Avolio, Otone e Berlingiero (essi combattono in difesa di Carlo Magno assediato dai Saraceni a Parigi).